# Hyloxalus betancuri
Hyloxalus betancuri – gatunek płaza bezogonowego z rodziny drzewołazowatych (Dendrobatidae). Endemit Kolumbii; znany jest tylko z holotypu, który jest mocno uszkodzony.

## Występowanie
Płaz ten jest gatunkiem endemicznym, występuje jedynie w zachodniej Kolumbii. Znany jest tylko z miejsca typowego – Antadó w gminie Ituango w departamencie Antioquia. Miejsce to położone jest na wysokości 1450 m n.p.m.
Gatunek ten występuje na ziemi w pobliżu strumieni w lasach w niższych partiach Andów. Nie wiadomo, czy występuje poza lasami.